# پوکونو رانچ لندز (پنسیلوانیا)
پوکونو رانچ لندز (به انگلیسی: Pocono Ranch Lands) یک منطقهٔ مسکونی در ایالات متحده آمریکا است که در شهرستان پایک، پنسیلوانیا واقع شده‌است. پوکونو رانچ لندز ۱٬۰۶۲ نفر جمعیت دارد.